# Thelma Tixou
Thelma Tixou, született Thelma Delia Suklenik (Buenos Aires, Argentína, 1944 – Mexikóváros, 2019. január 15.) mexikói színésznő.

## Filmjei
Mozifilmek
- La muchacha del cuerpo de oro (1967)
- La superdotada (1984)
- Szent vér (Santa Sangre) (1989)
- Cándido Pérez, especialista en señoras (1991)

Tv-sorozatok
- Variedades de media noche (1977, egy epizódban)
- Hasta que la muerte los separe (1994, egy epizódban)
- Salomé (2001, két epizódban)
- A szerelem ösvényei (Las Vías del Amor) (2002, öt epizódban)
- Pablo y Andrea (2005, egy epizódban)
- Central de abasto (2009, egy epizódban)
- Amit a szív diktál (Porque el amor manda) (2012–2013, négy epizódban)